# Ecitoptera cordobensis
Ecitoptera cordobensis är en tvåvingeart som beskrevs av Borgmeier 1925. Ecitoptera cordobensis ingår i släktet Ecitoptera och familjen puckelflugor. Inga underarter finns listade i Catalogue of Life.